# Sendeturm Krehberg
Der Sendeturm Krehberg befindet sich auf dem 576 Meter hohen Krehberg im Odenwald, ca. 10 Kilometer westlich von Lindenfels. Er wird von der Deutschen Telekom AG betrieben und ist eine Sendeanlage für UKW-Rundfunk und Richtfunk.
Als Antennenträger kommt ein 102 Meter hoher Hybridturm zum Einsatz, der aus einem freistehenden Stahlfachwerkturm besteht, auf dem ein abgespannter Stahlfachwerkmast aufgesetzt ist.
Von diesem Turm wird seit 1989 das Programm von Hit Radio FFH abgestrahlt.

## Frequenzen und Programme

### Analoges Radio (UKW)
Beim Antennendiagramm sind im Falle gerichteter Strahlung die Hauptstrahlrichtungen in Grad angegeben.
| Frequenz (MHz) | Programm      | RDS PS             | RDS PI                | Regionalisierung    | ERP (kW) | Antennendiagramm rund (ND)/gerichtet (D) | Polarisation horizontal (H)/vertikal (V) |
| -------------- | ------------- | ------------------ | --------------------- | ------------------- | -------- | ---------------------------------------- | ---------------------------------------- |
| 105,0          | Hit Radio FFH | _FFH-DA_, __FFH___ | D668 (regional), D368 | Südhessen/Darmstadt | 20       | D (100°-350°)                            | H                                        |

### Fernsehen
Was die heutige Fernsehversorgung angeht, fällt die Umgebung des Senders Krehberg unter das Versorgungsgebiet des Senders Würzberg.
Meist ist der Empfang von DVB-T aus dem Rhein-Main-Gebiet auch gut möglich.
Von dort kommen die Privatsendergruppen RTL und ProSiebenSat.1, sowie ein gemischtes Privatbouquet, das auch Tele 5 enthält.
Eine vertikal auf den Standort Großer Feldberg im Taunus ausgerichtete Dachantenne ist diesbezüglich die beste Lösung. Zimmer- bzw. Außenantennenempfang ist in günstigen Lagen eventuell aber auch möglich.
Nach der Verlagerung des in Band III VHF gesendeten DVB-T-Bouquets nach Band IV/V UHF Ende 2011 ist in Band III VHF mit einer gesetzten Antenne dann auch DAB Radio Empfang möglich.
Bis zum 29. Mai 2006 (Landesweite Einführung von DVB-T in Hessen) wurden ebenfalls folgende Fernsehprogramme von diesem Standort verbreitet:
| Kanal | Frequenz (MHz) | Programm     | ERP (kW) | Sendediagramm rund (ND)/ gerichtet (D) | Polarisation horizontal (H)/ vertikal (V) |
| ----- | -------------- | ------------ | -------- | -------------------------------------- | ----------------------------------------- |
| 33    | 567,25         | ZDF          | 100      | ND                                     | H                                         |
| 43    | 647,25         | hr-fernsehen | 100      | ND                                     | H                                         |

Der nicht mehr benötigte GfK-Zylinder wurde nach der Analogabschaltung demontiert, wodurch sich die Höhe des Turmes von 122 Meter auf 102 Meter verringerte.